# Kenneth Hlasa
Kenneth Hlasa (ur. 2 marca 1955) – lesotyjski lekkoatleta, olimpijczyk.
Brał udział w Letnich Igrzyskach Olimpijskich 1980 w Moskwie. Wystąpił w dwóch konkurencjach – w biegu na 800 metrów i w maratonie. Biegu maratońskiego nie ukończył, natomiast w biegu na 800 metrów odpadł w eliminacjach (zajął ostatnie miejsce w swoim wyścigu eliminacyjnym z czasem 1:56,1).
Uczestniczył w biegach maratońskich podczas igrzysk Wspólnoty Narodów w latach 1978 i 1986. Zajmował odpowiednio 26. (2:52:35) i 16. miejsce (2:29:47).
Rekord życiowy w biegu na 800 m – 1:56,1 (1980).